# Cuprokalininita
La cuprokalininita és un mineral de la classe dels sulfurs que pertany al grup de la linneïta. El seu nom fa referència al fet que és l'anàleg mineral amb coure de la kalininita.

## Característiques
La cuprokalininita és un sulfur de fórmula química CuCr₂S₄. Cristal·litza en el sistema isomètric. La seva duresa a l'escala de Mohs és de 4,5 a 5.
Segons la classificació de Nickel-Strunz, la cuprokalininita pertany a «02.D - Sulfurs metàl·lics, amb proporció M:S = 3:4» juntament amb els següents minerals: bornhardtita, carrol·lita, cuproiridsita, cuprorhodsita, daubreelita, fletcherita, florensovita, greigita, indita, kalininita, linneïta, malanita, polidimita, siegenita, trüstedtita, tyrrel·lita, violarita, xingzhongita, ferrorhodsita, cadmoindita, rodostannita, toyohaïta, brezinaïta, heideïta, inaglyita, konderita i kingstonita.

## Formació i jaciments
La cuprokalininita va ser descoberta a la pedrera Pereval Marble, Slyudyanka, a l'àrea del llac Baikal (óblast d'Irkutsk, Rússia). Es tracta de l'únic indret on ha estat trobada aquesta espècie mineral.